# Чемпионат СССР по боксу 1970
36-й чемпионат СССР по боксу проходил 14-24 ноября 1970 года в Каунасе (Литовская ССР).

## Медалисты
| Весовая категория                   | Золото                                        | Серебро                                           | Бронза                                                                                             |
| ----------------------------------- | --------------------------------------------- | ------------------------------------------------- | -------------------------------------------------------------------------------------------------- |
| Первый наилегчайший вес (до 48 кг)  | Анатолий Семёнов «Буревестник» (Саратов)      | Валерий Стрельников «Буревестник» (Улан-Удэ)      | Александр Мартьянов «Труд» (Череповец) Владимир Иванов «Труд» (Волгоград)                          |
| Второй наилегчайший вес (до 51 кг)  | Леонид Бугаевский «Динамо» (Одесса)           | Борис Зориктуев «Буревестник» (Москва)            | Николай Новиков Вооружённые силы (Московская область) Иван Шидловский «Трудовые резервы» (Ташкент) |
| Легчайший вес (до 54 кг)            | Александр Мельников «Динамо» (Москва)         | Пётр Горбатов «Динамо» (Новосибирск)              | Юрий Дубенюк «Буревестник» (Киев) В. Дружинин «Спартак» (Донецк)                                   |
| Полулёгкий вес (до 57 кг)           | Альгимантас Журжа «Жальгирис» (Каунас)        | Борис Кузнецов «Трудовые резервы» (Астрахань)     | Валериан Соколов «Динамо» (Чебоксары)hr> Виталий Калмыков Вооружённые силы (Минск)                 |
| Лёгкий вес (до 60 кг)               | Николай Хромов «Трудовые резервы» (Ташкент)   | Анатолий Камнев «Локомотив» (Москва)              | Валерий Белоусов Вооружённые силы (Волгоград) Олег Гуров «Локомотив» (Алма-Ата)                    |
| Первый полусредний вес (до 63,5 кг) | Сурен Казарян «Трудовые резервы» (Ереван)     | Вячеслав Николаев «Буревестник» (Москва)          | Александр Колесников «Трудовые резервы» (Украина) В. Шакуров «Спартак» (Донецк)                    |
| Второй полусредний вес (до 67 кг)   | Абдрашид Абдрахманов «Динамо» (Алма-Ата)      | Владимир Новиков «Трудовые резервы» (Харьков)     | Александр Скороходов «Трудовые резервы» (Ленинград) Владимир Мусалимов Вооружённые силы (Киев)     |
| Первый средний вес (до 71 кг)       | Валерий Трегубов Вооружённые силы (Волгоград) | Борис Опук «Динамо» (Ленинград)                   | Анатолий Климанов «Авангард» (Жданов) Олег Толков «Трудовые резервы» (Украина)                     |
| Второй средний вес (до 75 кг)       | Юозас Юоцявичус «Жальгирис» (Каунас)          | Анатолий Панкратов «Трудовые резервы» (Ленинград) | Владимир Тарасенков «Трудовые резервы» (Москва) П. Юсайтис «Жальгирис» (Каунас)                    |
| Полутяжелый вес (до 81 кг)          | Олег Коротаев «Буревестник» (Москва)          | Владимир Нестеренко «Трудовые резервы» (Москва)   | Юрий Нестеров «Трудовые резервы» (Волгоград) Владимир Метелёв «Трудовые резервы» (Львов)           |
| Тяжёлый вес (свыше 81 кг)           | Камо Сароян «Динамо» (Ереван)                 | Владимир Чернышёв «Трудовые резервы» (Оренбург)   | Александр Васюшкин Вооружённые силы (Московская область) Валерий Иняткин «Динамо» (Одесса)         |